# (34713) 2001 OO103
2001 OO103 (asteroide 34713) é um asteroide da cintura principal. Possui uma excentricidade de 0.17687610 e uma inclinação de 7.97002º.
Este asteroide foi descoberto no dia 29 de julho de 2001 por LONEOS em Anderson Mesa.